# Friary Island
Friary Island ist eine Insel in der Themse in England, oberhalb des Bell Weir Lock bei Wraysbury, Berkshire. Auf der gegenüberliegenden Flussseite befand sich bei Old Windsor ein Kloster, das der Insel ihren Namen gab.
Die Insel ist bewohnt und mit ungefähr 40 Häusern bebaut. Sie ist durch eine Straßenbrücke mit dem Festland verbunden.